# Senwabarwana
Senwabarwana, znane również jako Bochum - miasto w Republice Południowej Afryki, położone w prowinji Limpopo, w dystrykcie Capricorn, w gminie Blouberg której jest siedzibą administracyjną.